# 紅頂藝人
紅頂藝人，由台灣藝人蔡頭、及其弟蔡斯聰創立，是一種男性反串女性的表演模式，1995年4月在台北市林森北路六條通開幕，由9位初代反串演員：宋光復(光復)、周象耕(周湘)、洪武堂(澎湖嫂)、陳世昌(皓皓)、孫豊勝(小勝)、洪仁祿(小祿)、羅智袁(sakura)、林宗興(多多)、？？(茱莉亞)及4位男舞者：李其雄(小海)、余瀛洲(瀛洲)、孫學才(大才)、孫學文(小文)組成，即所謂紅字輩，在該址演出至7月底，之後才增加頂字輩成員以擴大規模，因應同年9月起改至德惠街統一飯店由東南旅遊、保保旅遊及另外兩家旅行社合資的包檔演出，每晚兩場為日本來台旅遊團客提供一個台北的夜間娛樂，從此一炮而紅，帶動了幾年反串表演的熱潮，直至統一飯店要拆除重建而不得不另找其他表演場地。
成立前幾年皆強調表演者為男性反串演出，後期才接受少數跨性別者參與。

## 簡史
創立於1995年，據悉是因為蔡頭去泰國看了人妖秀之後產生了靈感，回國之後花了幾個月籌備出此大型舞台表演。
1999年發生了921大地震，耗資新台幣7千多萬元在臺中打造的表演場地卻因此倒塌，紅頂藝人也失去了表演舞台，甚至愈來愈沒落；蔡頭傾家盪產，還一度罹患憂鬱症，卻依舊無法捲土重來。三年後在嘉義另起爐灶，卻又因所建之表演場地是違建，面臨拆遷命運。
曾受到朋友邀約，於新竹縣東峰金雞蛋農場演出。但已於2010年9月1日結束表演。

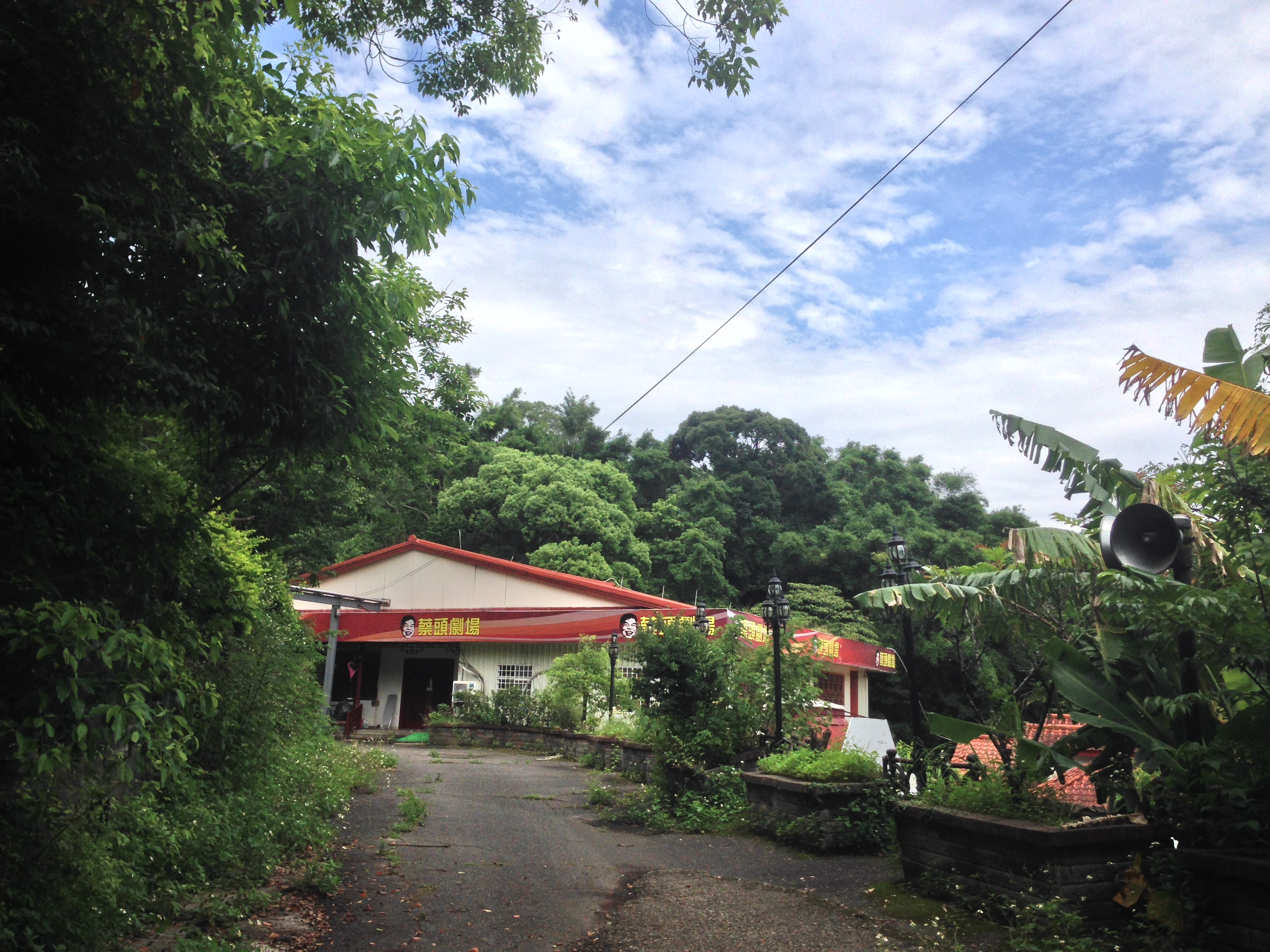
已歇業的蛋之藝博物館「蔡頭農場」

2010年10月9日起於新竹縣關西鎮迎風館固定演出，現已歇業。

## 藝名
根據蔡頭本人說明，每位紅頂藝人都是自己的姓氏，中間的字則以「紅」為基準，最後一個字可隨意自己取。

## https://www.instagram.com/p/CrNs11HPDX9/?img_index=4&igsh=YjJsMG8yN3c0Nmxu
- 蔡頭劇場‧紅頂藝人‧迎風館 （页面存档备份，存于）
- 紅頂藝人Facebook （页面存档备份，存于）